# NGC 2360

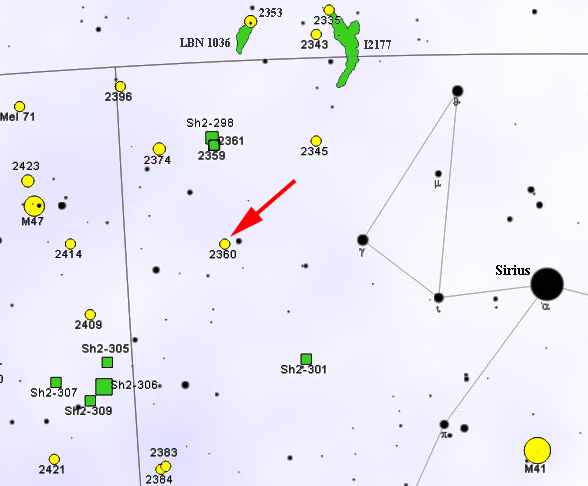
خريطة تبين موقع أن جي سي 2360

إن جي سي 2360 (NGC 2360)  المعروف أيضا باسم عنقودية كارولين، هي عنقودية منفتحة في كوكبة الكلب الأكبر. وقد اكتشفت في 26 شباط / فبراير عام 1783،  من قبل كارولين هيرشيل التي كتبت أنه «مجموعة جميلة جداً من النجوم، مضغوطة في مساحة قطرها يقرب من نصف درجة.»
تم تجاهل ملاحظاتها إلى حين قام شقيقها وليام بضم الاكتشاف في عام 1786 إلى كتالوج من 1000 مجموعة وسديم واعترف لها بأحقية اكتشافها. 
تقع العنقود على بُعد نحو 3.5 درجات شرق النجم غاما الكلب الأكبر وأقل من درجة واحدة غرب الثنائية نجوم R الكلب الأكبر ؛ ويبلغ القدر الظاهري للعناقيد مجتمعة حوالي 7.2، بينما يمتد قطرها الزاوي إلى 13 دقيقة قوسية
من الجدير بالذكر أن النجم HD 56405، الذي يبلغ قدره 5.5، يقع عند الحافة الغربية للعنقود، إلا أنه لا يُعتبر جزءًا من مكوناته الفعلية.
| سيريوس و M41 (أسفل اليمين), M50 (أعلى اليسار)، NGC 2360 (أسفل اليسار) |

## وصلات خارجية
- NGC 2360 على WikiSky: DSS2, SDSS, GALEX, الحمراء, الهيدروجين α, X-Ray, Astrophoto, خريطة, مقالات وصور